# 阿部なつき
阿部 なつき（あべ なつき、1999年10月6日 - ）は、日本のファッションモデル、グラビアモデル、インフルエンサー、タレント。東京都出身。2025年現在はLEADに所属。
コロナ禍による自粛期間に始めたTikTokやInstagramなどのショート動画が人気を得て、2022年以降はグラビア活動でも注目されており、2024年11月時点でのSNS総フォロワー数は428万人以上を誇る。その美貌と8頭身のボディーラインから、「令和の峰不二子」とも称される。

## 来歴

### Popteenモデルとしてデビュー、TiKTokクリエイターやファッションモデルへの進出
後年には家族コンペを行うほどゴルフを楽しむこととなる両親のもと、姉と兄を持つ末っ子として甘えん坊な幼少期を経て国立小学校の受験に臨み、小学生のころから表に出る仕事に憧れてファッション雑誌『ニコ☆プチ』『nicola』などを愛読していた。
高校生（16歳）当時の2015年12月28日、なんばHatchにて開催されたイベント「盛り上がりすぎてヤバおか Popteen大阪冬祭り2015」の「Popteenモデルオーディション」に登壇し、森茂穂に評価されてグランプリに選ばれ、『Popteen』（角川春樹事務所）の誌面に毎月レギュラーで掲載されるなど、芸能界デビューを果たす。在学中には恋愛リアリティ番組『今日、好きになりました。』 (ABEMA) 第1弾に出演し、その後は大学進学のために芸能活動を休業すると、12年間通学した東京学芸大学附属国際中等教育学校を卒業し、イギリスのロンドン芸術大学へ留学した。なお、留学中は帰国後よりも10キログラムは太っていたという。
約1年後、コロナ禍によって授業がリモートになったことからも帰国し、自粛期間にはTiKTokを友人と始め、共同でのダンス動画「ポケットからきゅんです!」を公開すると、初動から300万再生を超える反響を呼んだ。一方、大きなバストにはその重さで巻き肩の姿勢になってしまうことからもコンプレックスを抱いていたため、あまり着たくなかった水着姿の動画（後に全消去）にも反響が多かったのに対し、好きなファッション系統の衣服姿には反響が少なくフォロワーが伸びなくなったことから悩んだが、留学経験を活かして参考にした海外の動画を自分流にアレンジして再現性を高めるなどの努力により、反響が増えて打破に成功したという。なお、これら以降のショート動画はやがてお笑いタレントの明石家さんまの目にも止まり、後述の知名度の上昇につながることとなる。
2020年8月26日、ミスいちご2021のメンバーとして選ばれる。
2021年9月9日、恋愛バラエティ番組『ヒロミ・指原の“恋のお世話始めました”』 (ABEMA) にゲスト出演し、動画クリエイターの山下恵奈（むくえな）、お笑いタレントの金子きょんちぃ（ぱーてぃーちゃん）、女優の出口亜梨沙らと共に、俳優の鈴木智有、眼科医の河本立徳、タレントの山口純（元新選組リアン）、お笑いタレントのゆってぃらとの合コンに臨む。同年10月8日、studio15にTiKTokクリエイターとして「なっちゅん」名義で所属（業務提携）する（後に離籍）。
2022年8月4日、京セラドーム大阪にて開催されたファッションショー「EXIA Presents KANSAI COLLECTION 2022 AUTUMN & WINTER」の「MISTREASSスペシャルステージ」に登壇し、マーメイドスカート姿でランウェイを歩いた。

### 1st写真集の発売、「令和の峰不二子」として認知
2022年8月18日、1st写真集『i am natsuki』 (KADOKAWA) を発売する。KADOKAWAから同写真集の制作を呼びかけられた時点がstudio15への所属以前だったことからも、当時はまだ一般人に等しかった自身との直接のやり取りには驚いたという。また、「ただ自分が自分のことを好きでいるためのルール」「一時的な消費はされたくない」との信念から、安易なセクシー路線には走らず何年経っても応援してもらえるように考えていたため、この時点ではボディメイクに取り組んで水着だけでなくTバックランジェリーにも初挑戦した同写真集は次のステップ（美容関連のプロデュース）などへの節目として定め、「最初で最後の男性向け」との旨を述べていた。
2023年7月23日（22日深夜）、長時間特別バラエティ番組『FNS27時間テレビ 鬼笑い祭』（フジテレビ）内の深夜コーナー「明石家さんまのラブメイト10」に明石家の熱望で「令和の峰不二子」と称されて電話で生出演し、岡村隆史（ナインティナイン）の挙げた「彼氏にする条件」に「自由奔放なので束縛しない人・経済的に余裕のある人・夜が上手な人」との愛人契約を匂わせた大胆な答えを返し、明石家・岡村・今田耕司の絶賛を浴びる。これが転機となってさらに知名度が上昇し、ネットニュースにてSNSの投稿内容を扱われる頻度が増加した結果、同年10月30日発売の男性向け週刊誌『週刊プレイボーイ』46号（集英社）にて週刊誌初グラビアを飾った。この時点では美貌を「AIみたい」とも評されていることから、12月14日発売の青年漫画雑誌『週刊ヤングジャンプ』2024年2号（同社）にて特別小冊子のグラビアを飾った際には、「AI以上の衝撃」とも評されている。なお、こういった反響については、2024年1月27日（26日深夜）にゲスト出演した実験的バラエティ番組『るてんのんてる』（読売テレビ）にて、「おっぱいとしてしか見られていない」と感じるコンプレックスの旨も吐露している。
2023年10月21日、河口湖ステラシアターにて開催された「TGC FES YAMANASHI 2023」に登壇し、「RODEO CROWNS WIDE BOWL」のランウェイを歩いた。同年11月22日、ゴルフトーナメント「CASIO WORLD OPEN 2023」のトークショーに登壇し、プロゴルファーの石川遼とのツーショットをInstagramにて公開した。
2024年1月13日、ツインメッセ静岡北館大展示場にて開催された「SDGs 推進 TGC しずおか 2024 by TOKYO GIRLS COLLECTION」の「EXPO 2025 SPECIAL STAGE」に登壇し、静岡県内の人気観光スポットを紹介した。
2024年3月22日（21日深夜）、バラエティ番組『あざとくて何が悪いの?』（テレビ朝日）にて再現ミニドラマ内の会社員役を演じ、美貌を視聴者から褒められた一方、あざとい役柄をMCの山里亮太（南海キャンディーズ）と鈴木愛理から心配される。同年5月5日、テレビドラマ『ミス・ターゲット』第5話（朝日放送）にて婚活パーティーに参加する女性の夢乃役を演じ、連続ドラマ初出演を果たす。5月20日、『週刊プレイボーイ』23号にて2回目のグラビアを飾り、インタビューに「今年はターニングポイントなので、絶対に表紙を飾りたい」との意気込みを明かしたほか、そのアザーカットを収録したデジタル写真集『2024年の最注目株。』（集英社）を発売する。
2024年7月13日、愛媛県武道館にて開催された「TGC MATSUYAMA 2024 by TOKYO GIRLS COLLECTION」に登壇し、オフショルトップス姿でランウェイを歩いた。同年7月29日、『週刊プレイボーイ』33号にて3回目のグラビアを飾り、水着姿に加えて同誌では初となる浴衣姿を披露する。
2024年8月6日、バラエティ番組『相席食堂』（朝日放送）にて「南国グラマラス相席」のゲストとして沖永良部島を訪れ、砂浜にて「天使のくびれ」を披露したり、SNSをバズらせる秘訣を明かしたりしたほか、魚の競り市にて漁協の組合長らによる即興の撮影会に臨んだり、夫婦の営む店舗にて島の名物珍味「ホーミ」の料理を味わったりするなど、島民たちと交流する姿が放送された。なお、くびれが強調されたビキニ姿やワンピース姿はMCのノブ（千鳥）に「ラムネの瓶」とまで仰天されたが、もう1人のゲストであるお笑いタレントの植田紫帆（オダウエダ）が披露した迫力の水着姿には爆笑によって圧倒される結果となり、MCの大悟（千鳥）に「阿部が何者でもなくなってしまった」と感嘆された。
2024年8月20日、写真週刊誌『FLASH』9月3日号（光文社）にて初表紙と巻頭グラビアをビキニ姿やワンピース姿で10ページに渡って飾る。同年9月7日、さいたまスーパーアリーナにて開催された「マイナビ 東京ガールズコレクション 2024 AUTUMN/WINTER」に登壇し、テレビアニメ『ひみつのアイプリ』（テレビ東京）とのコラボレーションステージ「ひみつのアイプリ×TGC SPECIAL STAGE」のランウェイを歩いた。

### バラエティ番組へのさらなる進出、2nd写真集の発売
2024年9月12日（11日深夜）、バラエティ番組『浜ちゃんが!』（読売テレビ）にゲスト出演し、最近は（くびれた姿の写真を）SNSへ投稿するたびに（「令和の峰不二子」への）批判が寄せられるとの旨や、TikTokではライブバトルの際にギフトが1日で50万円ぐらい入るとの旨を司会の浜田雅功（ダウンタウン）に明かした。同年9月22日、東京学芸大学附属国際中等教育学校を訪れて文化祭を観賞したことを自身のXにて明かすと、高偏差値でも知られる同校出身であることを知らなかったファンからは驚きの声が挙がった。
2024年10月12日、西日本総合展示場新館にて開催された「TGC KITAKYUSHU 2024 by TOKYO GIRLS COLLECTION」に登壇し、ヒョウ柄のジャケットにピンクのロングスカート姿で「アミュプラザ小倉 STAGE」の「Top of the Hill」ブロックのランウェイを歩いた。同年10月14日、グランドメルキュール札幌大通公園にて開催された「SAPPORO COLLECTION 2024 AUTUMN/WINTER」に登壇し、「FASHION STAGE」の「LIP SERVICE」ブロックと「ROYAL PARTY」ブロックのランウェイを歩いた。
2024年12月20日、バラエティ番組『出川一茂ホラン☆フシギの会 特別編』（テレビ朝日）にゲスト出演し、ヘソを露出させたTシャツとトレーニングパンツ姿でMCのホラン千秋を仰天させて可愛さで反感を買った一方、ウエストの細さで出川哲朗や長嶋一茂を興奮させたほか、ホランとの腕相撲対決や長嶋との手押し相撲対決を経て『追求』を宣伝した。同年12月23日、集英社のグラビア賞レース「グラジャパ！アワード2024」にて週プレ プラス！賞を受賞し、授賞式に登壇して感謝を述べた。
2025年1月11日、ツインメッセ静岡北館大展示場にて開催された「SDGs推進 TGC しずおか 2025」の「TGC Women Empowerment STAGE」の「WONEM」ブロックに登壇し、ボディーラインもあらわなミニスカート姿でランウェイを歩いた。
2025年1月22日、バラエティ番組『ホンマでっか!?TV』（フジテレビ）に出演し、明石家との初対面を果たす。同年1月29日、2nd写真集『追求』（幻冬舎）とそのアザーカットを収録したデジタル写真集『電子限定セレクト版 追及』（同社）を発売する。1月31日、同写真集の発売記念イベントに登壇して見どころなどを述べたほか、明石家との初対面を振り返って喜びを表した。2月2日、バラエティ番組『行列のできる相談所』（日本テレビ）に出演し、AIで顔だけを別人にすり替えられた投稿動画が出会い系サイトへの誘導に悪用されていたことを明かし、怒りを表した。
2025年3月1日、国立代々木競技場第一体育館にて開催された「マイナビ 東京ガールズコレクション 2025 SPRING/SUMMER」に登壇し、「TGC SPECIAL COLLECTION」のランウェイを歩いた。同年3月10日、『日刊ゲンダイ』（日刊現代）によるインタビューにて、「これからは美を追求する女性たちのコミュニティーを作りたい」との旨を答えた。
2025年4月16日、大手町三井ホールにて開催された縦型ショート動画のドラマ大賞「マイナビショードラアワード2025」の授賞式に登壇し、プレゼンターを務めた。同年4月30日、合同就職説明会「しなキャリ祭」の公式アンバサダーに就任し、5月31日・6月1日に初開催される同説明会へのコメントを発表した。
2025年5月6日、あなぶきアリーナ香川にて開催された「SETOLAS Holdings presents TGC KAGAWA 2025 by TOKYO GIRLS COLLECTION」に登壇し、「1st FASHION SHOW STAGE」のランウェイを歩いた。
2025年6月19日（18日深夜）、バラエティ番組『森香澄の全部嘘テレビ』（テレビ朝日）にゲスト出演し、かなで（3時のヒロイン）からワンナイトの経験を尋ねられて「肉体関係を持ってから付き合うことは全然あるが、ワンナイトで終わったことはないかもしれない」との赤裸々な旨を答えたうえで「基本的に好きな人としかしない」との心の姿勢を述べる。
2025年8月13日、ラジオ番組『こねくと』（TBSラジオ）にゲスト出演し、これまでの約10年間はラーメンやパスタ、パンを食べていなかったが、芸能界やモデルへの憧れからまったく辛くなかったとの旨のほか、朝は必ず豆腐と納豆を食べる、走りはクーパー靭帯が切れて胸が垂れてしまうので絶対にしない（どうしても走らなければならない場合は胸を抱える）との旨を述べる。

## 出演

### ファッションショー
- 関西コレクション（2022 S/S〈2022年3月5日〉[91]、2022 A/W〈2022年8月4日〉[15][33]、いずれも京セラドーム大阪）
- 東京ガールズコレクション（山梨2023〈2023年10月21日、河口湖ステラシアター〉[43]、静岡2024〈2024年1月13日、ツインメッセ静岡〉[45]、松山2024〈2024年7月13日、愛媛県武道館〉[48]、埼玉2024〈2024年9月7日、さいたまスーパーアリーナ〉[61][62]、北九州2024〈2024年10月12日、西日本総合展示場〉[68]、静岡2024〈2025年1月11日、ツインメッセ静岡〉[74]、東京2025〈2025年3月1日、国立代々木競技場〉[81]、香川2025〈2025年5月6日、あなぶきアリーナ香川〉[86]）
- JAPAN FASHION FESTA 2023 / Christmas Collection 2023 by Malymoon（2023年12月16日、浅草橋ヒューリックホール）[92]
- 札幌コレクション（2024 A/W〈2024年10月14日、グランドメルキュール札幌大通公園〉[69][70]）

### 雑誌
- upPLUS（2023年7月号、アップマガジン） - 「モデルやインフルエンサーからメンズまで、美容の有識者の今推しを徹底取材 2023年上半期”私のベストコスメ”発表会」 モデル[93]

### 通信販売
- sugar（2024年1月 - ） - 各種ドレスモデル[94]

### テレビ
- ぺこぱのまるスポ（2024年6月 - 、朝日放送テレビ） - レギュラー[95][注 15]
- 〜特別講師はあの大スター!?〜ウママネ学園（2025年4月3日 - 、TBSテレビ）[100]

### ラジオ
- イマドキッ ドゥフドゥフナイトパート2（2024年6月12日〈11日深夜〉 - 、MBSラジオ）[101][102]

### ゲーム
- プロ野球スピリッツ2024-2025（2024年10月17日[注 16]、コナミデジタルエンタテインメント） - ショートドラマ第2弾「myBALLPARK編」 秘書 役[5][104]

## 受賞
- ミスiD2022 モデルオーディションViVi賞[105]
- グラジャパ！アワード2024 週プレ プラス！賞[72][73]

## 出版

### 写真集
- 阿部なつき1st写真集 i am natsuki（2022年8月18日、KADOKAWA） ISBN 978-4-04-605850-8[34] ※電子書籍版も同時発売。
- 阿部なつき写真集 追求（2025年1月29日、幻冬舎） ISBN 978-4-34-404400-5[76] ※電子書籍版も同時発売。

### デジタル写真集
- 【デジタル限定】阿部なつき写真集「なっちゃんは、リアル峰不二子。」（2023年10月30日、集英社）[106]
- 【デジタル限定 YJ PHOTO BOOK】阿部なつき写真集「ウソみたいな」（2023年12月14日、集英社）[106]
- 阿部なつき「XOXO」（2024年1月5日、LARME）[107][108]
- 【デジタル限定】阿部なつき写真集「2024年の最注目株。」（2024年5月20日、集英社）[106]
- FLASHデジタル写真集 阿部なつき 伝説となれ（2024年9月3日、光文社）[109]
- 電子限定セレクト版 追及（2025年1月29日、幻冬舎）[77] ※『追求』のアザーカット集。